# Heilig Kreuz (Waren)

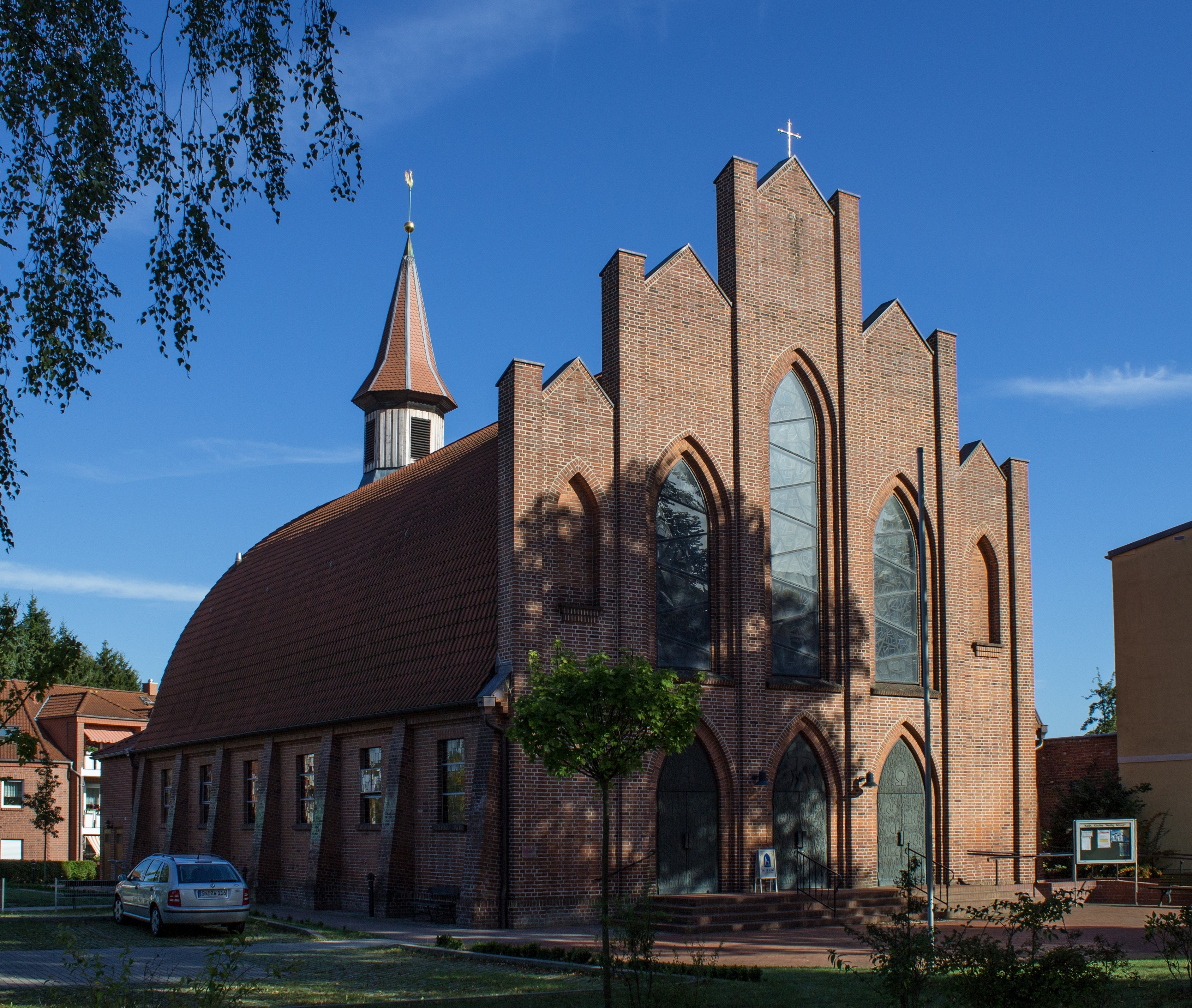
Kirche Zum heiligen Kreuz

Die Kirche Heilig Kreuz ist eine römisch-katholische Kirche in Waren, einer Stadt im Landkreis Mecklenburgische Seenplatte (Mecklenburg-Vorpommern). Sie wurde 1928/1929 erbaut und steht unter Denkmalschutz.

## Geschichte und Architektur
Der erste überlieferte römisch-katholische Gottesdienst nach der Reformation in Waren wurde im Jahr 1898 gefeiert, ein erster katholischer Priester ist seit 1908 belegt. Die Anzahl der ursprünglich wenigen Katholiken stieg nach dem Ende des Ersten Weltkriegs nach und nach an.
Die weiträumige katholische Diasporagemeinde mit etwa 2.100 Mitgliedern wird seit 2004 von Franziskanern betreut. Zugehörig sind die Filialgemeinden Hl. Familie in Malchow und Maria, Königin des Friedens in Röbel/Müritz.
Die Kirche ist ein schlichter Ziegelbau, dessen Grundstein 1928 gelegt und der am 14. September 1929 geweiht wurde. Am Aufbau waren polnische Schnitter maßgeblich beteiligt. Die Dachkonstruktion des Zollinger-Lamellendachs mit ihren gebauchten Dachflächen erinnert an einen kieloben liegenden Schiffskörper. Das Gebäude ist auf der Ostseite mit einem kleinen Dachreiter bekrönt, in dem eine Glocke hängt. Am Westgiebel wurden 1969 drei Fenster neu gestaltet; die drei Eingangsportale wurden 1979 angefertigt. Die mit getriebenem Kupferblech belegten Türblätter zeigen Motive aus der Bibel. Die umgedrehte Schiffsform ist auch im Innenraum wieder ersichtlich.

## Ausstattung
Bemerkenswert ist eine modern gehaltene, sehr wuchtige Kreuzigungsgruppe, die aus Teakholz angefertigt wurde. Sie ist eine Arbeit von Rudolf Brückner-Fuhlrott aus Weißenfels. Brückner-Fuhlrott schuf ebenfalls die Fenster oberhalb der Empore.

## Orgel
Die Orgel wurde 1967 von der Firma Jehmlich Orgelbau Dresden erbaut. Das Schleifladen-Instrument umfasst 18 Register auf zwei Manualen und Pedal und wurde 1994 restauriert. Die Spiel- und Registertrakturen sind mechanisch.
| I Hauptwerk C–g3 |       |
| Principal        | 8’    |
| Rohrgedackt      | 8’    |
| Octave           | 4’    |
| Gemshorn         | 4’    |
| Flachflöte       | 2’    |
| Nassat           | 1 ⁄3’ |
| Mixtur IV        |       |

| II Rückpositiv C–g3 |    |
| Weitgedackt         | 8’ |
| Principal           | 4’ |
| Octävlein           | 2’ |
| Sesquialter II      |    |
| Zimbel III          |    |
| Krummhorn           | 8’ |
| Tremulant           |    |

| Pedalwerk C–f1 |     |
| Subbaß         | 16’ |
| Octavbaß       | 08’ |
| Baß-Mixtur IV  |     |
| Pommer         | 04’ |
| Liebl. Posaune | 16’ |

- Koppeln: II/I, I/P, II/P.

## Franziskanerkloster
Die ersten Brüder des 1210 gegründeten Franziskanerordens kamen 1236 nach Mecklenburg (Schwerin), bis 1509 (Güstrow) entstanden insgesamt acht Konvente in Mecklenburg und Vorpommern, die infolge der Reformation alle untergingen. Als letztes wurde 1556 das Kloster in Greifswald aufgelöst.
Erst 1998 kamen wieder Franziskaner der Sächsischen Franziskanerprovinz („Saxonia“) nach Mecklenburg und gründeten eine Niederlassung am Reitbahnweg in Neubrandenburg; in der Stadt hatte von etwa 1260 bis 1552 ein Konvent bestanden. 2004 zog die Gemeinschaft der Franziskaner nach Waren ins Pfarrhaus der Heilig-Kreuz-Gemeinde um. Sie umfasste zunächst drei, heute zwei Brüder, die in der Pfarrseelsorge in Waren, Malchow und Röbel sowie in der Gefängnisseelsorge in den Justizvollzugsanstalten in Neubrandenburg, Neustrelitz und Bützow tätig sind.
Das Provinzkapitel der Deutschen Franziskanerprovinz, zu der die Niederlassung seit 2010 gehört, beschloss im März 2019, im Zuge der Konzentration der Kräfte der Ordensprovinz das Kloster in Waren neben weiteren sechs Niederlassungen zeitnah aufzugeben.

## Pfarrer
- 1908–1919 Bernhard Reckers
- 1919–1929 August Dorfmüller
- 1929–1937 Bernhard Kaschny
- 1937–1971 Bernhard Lohmann
- 1971–1992 Ludwig Schöpfer
- 1992–1999 Heinrich Schröder
- 1999–2004 Michael Sobania
- 2004–2010 Br. Norbert Lammers OFM
- seit 2010 Br. Martin Walz OFM[4]